# 613 mandamentos
Os 613 mandamentos ou 613 mitzvot (do hebraico:תרי"ג מצוות ou mitzvot sendo TaRYaG um acrônimo do valor numérico "613") é o conjunto de todos os mandamentos que, de acordo com o judaísmo, constam na Torá (os cinco livros de Moisés). De uma forma geral, a expressão "A Lei de Moisés" (em hebraico Torat Moshé תורת משה) também é utilizada em referência ao corpo legal judaico.
Apesar de terem havido muitas tentativas de codificar e enumerar os mandamentos contidos na Torá, a visão tradicional é baseada na enumeração de Maimônides. De acordo com essa tradição, estes 613 mandamentos estão divididos em dois mandamentos "mandamentos positivos", no sentido de realizar determinadas ações (mitzvot assê, mandamentos do tipo "faça!", obrigações) e "mandamentos negativos", na qual se deve abster de certas ações (mitzvot ló taassê, mandamentos do tipo "não faça!", proibições). Existem 365 mandamentos negativos, correspondendo ao número de dias no ano solar, que é como se cada dia dissesse à pessoa "Não cometa uma transgressão hoje"; e 248 mandamentos positivos, relacionado ao número de ossos ou órgãos importantes no corpo humano, isto é, como se cada membro dissesse à pessoa: "Cumpra um preceito comigo". Apesar de o número 613 ser mencionado no Talmud, sua significância real cresceu na literatura rabínica medieval tardia, incluindo muitos trabalhos listados ou arranjados pelas mitzvot.
Três dos mandamentos negativos envolvem yehareg ve'al ya'avor, o que significa que "uma pessoa deve se deixar ser morta, em vez de violar este mandamento negativo", são eles o assassinato, idolatria e relações proibidas.
Muitas das mitzvot não podem ser observadas a partir da destruição do Segundo Templo (70 E.C.), apesar de elas ainda manterem grande significância religiosa. De acordo com um entendimento padrão, há 77 mandamentos negativos e 194 positivos que podem ser observados hoje. Há 26 mandamentos que se aplicam somente dentro da Terra de Israel. Além disso, existem alguns mandamentos baseados em tempo das quais a mulher está isenta (exemplos incluem shofar, sucá, lulav, tzitzit e tefilin). Alguns dependem de um status especial da pessoa no judaísmo (como cohanim), enquanto outros se aplicam apenas aos homens e outros apenas às mulheres

## Significado dos 613
De acordo com o Talmud, um verso bíblico afirma que Moisés transmitiu a "Torá" de Deus para o povo judeu: "Moisés nos mandou a Torá como uma herança para a comunidade de Jacó".
O Talmud relata que o valor numérico hebraico (guematria) da palavra "Torá" é 611, e combinando os 611 mandamentos de Moisés com os dois recebidos diretamente de Deus somam 613. Os dois mandamentos que Deus entregou diretamente aos judeus foram os dois primeiros dos Dez Mandamentos: isso pode ser visto a partir do fato de estes estarem escritos na primeira pessoa. O Talmud atribui o número 613 ao Rabino Simlai, mas outros sábios clássicos que sustentam essa visão incluem o Rabino Shimon ben Azai e o Rabino Eleazar ben Yossi, o Galileu. Isso é citado nos Midrashim Shemot Rabá, Bamidbar Rabá e o Talmud Babilônico.
Muitos filosófos e místicos judaicos (como o Baal HaTurim, o Maharal de Praga e líderes do judaísmo hassídico) encontram alusões e cálculos inspirados na relação com o número de mandamentos.
Os tzitziot ("franjas com nós") do talit ("xale [de orações]") estão conectadas aos 613 mandamentos por interpretação: o principal comentarista da Torá, Rashi, baseia o número de nós em uma guematria: a palavra tzitzit (hebraico: ציצת (bíblico), ציצית, como soletrado na Mishná) tem o valor 600. Cada nó tem oito fios e cinco jogos de nós, totalizando 13. A soma de todos os números é 613. Isso reflete o conceito de que a utilização de uma vestimenta com tzitzit lembra seu usuário de todos os mandamentos da Torá.

## Obras que enumeram os mandamentos
Não existe uma única lista definitiva que exponha os 613 mandamentos. As listas diferem, por exemplo, em como interpretam as passagens na Torá que podem ser lidas como lidar com diversos casos sob uma única lei ou diversas leis separadas. Outros "mandamentos" na Torá são restritos, como atos de uma única vez, e seriam consideradas como "mitzvot", que devem ser cumpridos por outras pessoas. Na literatura rabínica, os Rishonim e estudiosos mais tardios compuseram obras para articular e justificar sua enumeração dos mandamentos:
- Sefer haMitzvot ("Livro dos Mandamentos") pelo Rabino Saadia Gaon
- Sefer haMitzvot ("Livro dos Mandamentos") por Rambam
- Sefer haChinuch ("Livro da Educação")
- Sefer haMitzvot haGadol ou SMaG ("Grande Livro de Mandamentos") pelo Rabino Moisés ben Jacó de Coucy
- Sefer haMitzvot haKatan ou SMaK ("Pequeno Livro de Mandamentos") pelo Rabino Isaac de Corbeil
- Sefer Yere'im ("Livro dos Tementes [a Deus]") pelo Rabino Eliezer de Metz
- Sefer haMitzvot pelo Rabino Israel Meir Kagan (o "Chafetz Chaim")

## Mandamentos
A seguir estão os 613 mandamentos e a fonte de sua derivação da Bíblia Hebraica, conforme enumerado pelo filósofo, médico escritor, astrônomo e rabino Maimônides:
1. Reconhecer que o Criador Eterno existe. - Ex. 20: 2
2. Não crer que existam outros deuses além d'Ele - Padrão: Ex. 20: 3; Iemenita: Ex. 20: 2 [22]
3. Reconhecer Sua unidade. - Deuteronômio 6:4
4. Amar a Ele - Deuteronômio 6:5
5. Temer a Ele- Deuteronômio 10:20
6. Santificar o nome d'Ele - Lv. 22:32
7. Não profanar o nome d'Ele - Lev. 22:32
8. Não destruir objetos associados ao Nome de Deus - Deuteronômio 12:4
9. Obedecer ao profeta de cada geração se ele não acrescentar nem tirar os estatutos. — Deuteronômio 18:15
10. Não pôr o Senhor a prova — Deuteronômio 6:16
11. Seguir os caminhos do Senhor - Deuteronômio 28:9
12. Se apegar a Ele - Deuteronômio 10:20
13. Amar outros israelitas - Lev. 19:18
14. Amar os estrangeiros (gentios) - Deuteronômio 10:19
15. Não odiar outros israelitas - Lev. 19:17
16. Repreender um pecador - Lv. 19:17
17. Não envergonhar os outros - Lev. 19:17
18. Não oprimir os fracos - Ex. 22:21
19. Não espalhar mentiras, calúnias ou difamações (Lashon haRá) - Lev. 19:16
20. Não se vingar - Lev. 19:18
21. Não guardar rancor - Lev. 19:18
22. Aprender a Torá (a Lei) - Deuteronômio 6:7
23. Honrar aqueles que ensinam e conhecem a Torá - Lev. 19:32
24. Não praticar a idolatria - Lev. 19: 4
25. Não seguir os caprichos do seu coração ou o que seus olhos veem - Num. 15:39
26. Não blasfemar - Ex. 22:27
27. Não adorar ídolos da maneira como são adorados - Padrão: Ex. 20: 6; Iemenita: Ex. 20: 5
28. Não adorar ídolos nas quatro maneiras como adoramos a Deus - Padrão: Ex. 20: 6; Iemenita: Ex. 20: 5
29. Não fazer um ídolo para si mesmo - Padrão: Ex. 20: 5; Iemenita: Ex. 20: 4
30. Não fazer um ídolo para os outros - Lev. 19: 4
31. Não fazer formas humanas mesmo para fins decorativos - Padrão: Ex. 20:21; Iemenita: Ex. 20:20
32. Não transformar uma cidade em idolatra - Deuteronômio 13:14
33. Para queimar uma cidade que se transformou em adoradora de ídolos - Deuteronômio 13:17
34. Não reconstruí-la como uma cidade - Deuteronômio 13:17
35. Não tirar proveito disso - Deuteronômio 13:1
36. Não missionar um indivíduo para a adoração de ídolos - Deuteronômio 13:12
37. Não amar o idólatra - Deuteronômio 13:9
38. Não deixar de odiar o idólatra - Deuteronômio 13:9
39. Não salvar o idólatra - Deuteronômio 13:9
40. Não dizer nada em defesa do idólatra - Deuteronômio 13:9
41. Não se abstenha de incriminar o idólatra - Deuteronômio 13:9
42. Não profetizar em nome da idolatria - Deuteronômio 13:14
43. Não dar ouvidos a um falso profeta - Deuteronômio 13:4
44. Não profetizar falsamente em nome de Deus - Deut. 18:20
45. Não ter medo do falso profeta - Deut. 18:22
46. Não jurar em nome de um ídolo - Ex. 23:13
47. Não realizar ov (mediunidade) - Lev. 19:31
48. Não realizar yidoni (vidência) - Lev. 19:31
49. Não sacrificar seus filhos a Moloque - Lev. 18:21
50. Não erguer um pilar em um local público de culto - Deut. 16:22
51. Não se curvar diante de uma pedra lisa - Lev. 26: 1
52. Não plantar uma árvore no pátio do Templo - Deut. 16:21
53. Para destruir ídolos e seus acessórios - Deut. 12: 2
54. Para não tirar proveito dos ídolos e seus acessórios - Deut. 7:26
55. Não tirar proveito de ornamentos de ídolos - Deut. 7:25
56. Não fazer aliança com idólatras - Deut. 7: 2
57. Não mostrar favor aos idólatras - Deut. 7: 2
58. Não permitir que idólatras habitem na Terra de Israel - Êx. 23:33
59. Não imitar idólatras em costumes e roupas - Lv. 20:23
60. Não ser supersticioso - Lev. 19:26
61. Não entrar em transe para prever acontecimentos, etc. - Deut. 18:10
62. Não se envolver em adivinhação - Lv. 19:26
63. Não murmurar encantamentos - Deut. 18:11
64. Não tentar contatar os mortos - Deut. 18:11
65. Não consultar o medium - Deut. 18:11
66. Não consultar o vidente - Deut. 18:11
67. Não realizar atos de magia - Deut. 18:10
68. Os homens não devem raspar o cabelo das laterais da cabeça - Lv. 19:27
69. Os homens não devem raspar a barba com uma navalha - Lev. 19:27
70. Os homens não devem usar roupas femininas - Deut. 22: 5
71. As mulheres não devem usar roupas masculinas - Deut. 22: 5
72. Para não tatuar a pele - Lev. 19:28
73. Para não rasgar a pele no luto - Deut. 14: 1
74. Para não cortar o cabelo no luto - Deut. 14: 1
75. Para se arrepender (Teshuvá) e confessar erros - Num. 5: 7
76. Para recitar o Shemá duas vezes ao dia - Deut. 6: 7
77. Para orar todos os dias - Ex. 23:25
78. Os Kohanim (sacerdotes) devem abençoar a nação israelita diariamente - Num. 6:23
79. Para usar tefilin (filactérios) na cabeça - Deut. 6: 8
80. Para ligar tefilin no braço - Deut. 6: 8
81. Para colocar uma mezuzá no batente da porta - Deut. 6: 9
82. Cada homem deve escrever um rolo da Torá (Sefer Torá) - Deut. 31:19
83. O rei de Israel deve ter um rolo da Torá (Sefer Torá) separado para si - Deut. 17:18
84. Para ter tzitzit em roupas de quatro pontas - Num. 15:38
85. Para abençoar o Todo-Poderoso depois de comer - Deut. 8:10
86. Para circuncidar todos os homens no oitavo dia após seu nascimento (Brit milá) - Gn 17:10
87. Para descansar no Shabat (sábado) - Ex. 23:12
88. Não realizar trabalho proibido no Shabat - Padrão: Ex. 20:11; Iemenita: Ex. 20:10
89. O tribunal não deve infligir punição no Shabat - Ex. 35: 3
90. Não andar fora dos limites da cidade no Shabat - Ex. 16:29
91. Para santificar o Shabat com o Kidush e a Havdalá - Padrão: Ex. 20: 9; Iemenita: Ex. 20: 8
92. Para descansar do trabalho proibido no Yom Kippur (Dia da Expiação) - Lev. 23:32
93. Não fazer trabalho proibido no Yom Kippur - Lev. 23:32
94. Para jejuar no Yom Kippur - Lev. 16:29
95. Não comer ou beber no Yom Kippur - Lev. 23:29
96. Para descansar no primeiro dia da Páscoa - Lev. 23: 7
97. Não fazer trabalho proibido no primeiro dia da Páscoa - Lev. 23: 8
98. Para descansar no sétimo dia da Páscoa - Lev. 23: 8
99. Não fazer trabalho proibido no sétimo dia da Páscoa - Lev. 23: 8
100. Para descansar na Shavuot (Festa das Colheitas ou Festa das Primícias) - Lev. 23:21
101. Não fazer trabalho proibido na Shavuot - Lev. 23:21
102. Para descansar no Rosh Hashaná (Ano Novo Judaico) - Lev. 23:24
103. Não fazer trabalho proibido no Rosh Hashaná - Lev. 23:25
104. Para descansar na Sucot (Festa das Cabanas ou Festa das Tendas) - Lev. 23:35
105. Não fazer trabalho proibido na Sucot - Lev. 23:35
106. Descansar no Shemini Atzeret (Oitavo Dia de Assembléia) - Lev. 23:36
107. Não fazer trabalho proibido no Shemini Atzeret —Lev. 23:36
108. Não comer chametz (alimentos fermentados) na tarde do 14º dia de Nissan - Deut. 16: 3
109. Para destruir todos os chametz no 14º dia de Nissan - Ex. 12:15
110. Não comer chametz em todos os sete dias da Páscoa - ex. 13: 3
111. Não comer misturas contendo chametz todos os sete dias da Páscoa - Ex. 12:20
112. Não ver chametz em seu domínio por sete dias - Ex. 13: 7
113. Não encontrar chametz em seu domínio por sete dias - Ex. 12:19
114. Comer matzá na primeira noite da Páscoa - Ex. 12:18
115. Relatar o Êxodo do Egito naquela noite - Êx. 13: 8
116. Ouvir o Shofar no primeiro dia de Tishrei (Rosh Hashaná) - Num. 9: 1
117. Habitar numa Sucá pelos sete dias de Sucot - Lev. 23:42
118. Pegar um Lulav e um Etrog no primeiro dia de Sucot (no templo, todos os sete dias) - Lev. 23:40
119. Cada homem deve dar meio shekel anualmente - Ex. 30:13
120. O Sinédrio deve calcular para determinar quando um novo mês começa - Ex. 12: 2
121. Afligir-se e clamar a Deus em tempos de calamidade - Nm. 10: 9
122. Casar-se por meio de ketubá e kiddushin - Deut. 22:13
123. Não ter relações sexuais com mulheres que não sejam assim casadas - Deut. 23:18
124. Não recusar alimentos, roupas e relações sexuais de sua esposa - Ex. 21:10
125. Ter filhos com a esposa - Gn 1:28
126. Emitir um divórcio por meio de um documento Guet - Deut. 24: 1
127. Um homem não deve casar novamente com sua ex-mulher depois que ela se casou com outra pessoa - Deut. 24: 4
128. Realizar yibum (casamento levirato: casar com a viúva de um irmão sem filhos) - Deut. 25: 5
129. Realizar halizah (libertar a viúva de um irmão sem filhos do yibbum) - Deut. 25: 9
130. A viúva não deve casar novamente até que os laços com o cunhado sejam removidos (por halizah) - Deut. 25: 5
131. O tribunal deve multar quem seduz sexualmente uma donzela - Ex. 22: 15-16
132. O homem que seduziu uma mulher deve se casar com a mulher que ele dormiu, se ela não for casada - Deut. 22:29
133. Ele nunca tem permissão para se divorciar dela - Deut. 22:29
134. O caluniador deve permanecer casado com sua esposa - Deut. 22:19
135. Ele não deve se divorciar dela - Deut. 22:19
136. Para cumprir as leis do Sotah - Num. 5:30
137. Não colocar óleo em sua oferta de refeição (como de costume) - Num. 5:15
138. Não colocar olíbano em sua oferta de refeição (como de costume) - Num. 5:15
139. Não ter relações sexuais com sua mãe - Lev. 18: 7
140. Não ter relações sexuais com a esposa de seu pai - Lev. 18: 8
141. Não ter relações sexuais com sua irmã - Lev. 18: 9
142. Não ter relações sexuais com a filha da esposa de seu pai - Lev. 18: 11
143. Não ter relações sexuais com a filha de seu filho - Lev. 18: 10
144. Não ter relações sexuais com sua filha - Lev. 18: 10
145. Não ter relações sexuais com a filha de sua filha - Lev. 18: 10
146. Não ter relações sexuais com uma mulher e sua filha - Lev. 18: 17
147. Não ter relações sexuais com uma mulher e a filha de seu filho - Lev. 18: 17
148. Não ter relações sexuais com uma mulher e a filha de sua filha - Lev. 18: 17
149. Não ter relações sexuais com a irmã de seu pai - Lev. 18: 12
150. Não ter relações sexuais com a irmã de sua mãe - Lev. 18: 13
151. Não ter relações sexuais com a esposa do irmão de seu pai - Lev. 18: 14
152. Não ter relações sexuais com a esposa de seu filho - Lev. 18: 15
153. Não ter relações sexuais com a esposa do seu irmão - Lev. 18: 16
154. Não ter relações sexuais com a irmã de sua esposa - Lev. 18: 18
155. Um homem não deve ter relações sexuais com um animal - Lev. 18: 23
156. Uma mulher não deve ter relações sexuais com um animal - Lev. 18: 23
157. Um homem não deve ter relações sexuais com outro homem - Lev. 18: 22
158. Não ter relações sexuais com seu pai - Lev. 18: 7
159. Não ter relações sexuais com o irmão de seu pai - Lev. 18: 14
160. Não ter relações sexuais com a esposa de outra pessoa - Lev. 18: 20
161. Não ter relações sexuais com uma mulher menstrualmente impura - Lev. 18: 19
162. Não se casar com estrangeiros (gentios ou não-judeus) - Deuteronômio 7:3
163. Não permitir que os homens moabitas e amonitas se casem com o povo israelita - Deuteronômio 23:4
164. Não deixar de permitir que um descendente de egípcio de terceira geração entre na Assembleia - Deut. 23: 8-9
165. Não deixar de permitir que um descendente de edomita de terceira geração entre na Assembleia - Deut. 23: 8-9
166. Não deixar um mamzer (filho[a] nascido de um relacionamento ilegal) se casar com o povo israelita - Deut. 23: 3
167. Não permitir que um homem incapaz de ter filhos (estéril) se casar com o povo israelita - Deut. 23: 2
168. Não oferecer a Deus nenhum animal macho castrado - Lv. 22:24
169. O Sumo Sacerdote de Israel não deve se casar com uma viúva - Lev. 21:14
170. O Sumo Sacerdote não deve ter relações sexuais com uma viúva, mesmo fora do casamento - Lev. 21:15
171. O Sumo Sacerdote deve se casar com uma donzela virgem - Lev. 21:13
172. Um Cohen (sacerdote) não deve se casar com uma divorciada - Lev. 21: 7
173. Um Cohen não deve se casar com uma zonah (uma mulher que teve um relacionamento sexual proibido) - Lev. 21: 7
174. Um Cohen não deve se casar com um chalalah ("uma pessoa profanada") (parte ou produto de 169-172) - Lv. 21: 7
175. Não fazer contato (sexual) prazeroso com nenhuma mulher proibida - Lv. 18: 6
176. Para examinar os sinais dos animais para distinguir entre kosher e não kosher - Lev. 11: 2
177. Para examinar os sinais de aves para distinguir entre kosher e não kosher - Deut. 14: 11
178. Para examinar os sinais de peixes para distinguir entre kosher e não kosher - Lev. 11: 9
179. Para examinar os sinais de gafanhotos para distinguir entre kosher e não kosher - Lev. 11:21
180. Não comer animais não-casher - Lev. 11: 4
181. Não comer aves não kosher - Lev. 11:13
182. Não comer peixes não-casher - Lev. 11:11
183. Não comer insetos voadores não-kosher - Deut. 14:19
184. Não comer criaturas não-kosher que rastejam na terra - Lev. 11:41
185. Não comer vermes não kosher - Lev. 11:44
186. Não comer larvas e vermes encontrados em frutas no solo - Lv. 11:42
187. Não comer criaturas que vivem na água, exceto peixes (kosher) - Lev. 11:43
188. Não comer a carne de um animal que foi abatido de maneira incorreta (de maneira não ritual) - Deut. 14:21
189. Não tirar proveito de boi condenado ao apedrejamento - Êx. 21:28
190. Não comer carne de animal mortalmente ferido - Ex. 22:30
191. Não comer um membro arrancado de uma criatura viva - Deut. 12:23
192. Não consumir sangue - Lev. 3:17
193. Não comer certas gorduras de animais limpos - Lev. 3:17
194. Não comer o nervo ciático - Gn 32:33
195. Não comer misturas de leite e carne cozidos juntos - Ex. 23:19
196. Não cozinhar carne e leite juntos - Ex. 34:26
197. Não comer pão de grão novo antes do Omer - Lev. 23:14
198. Não comer grãos ressecados de grãos novos antes do Omer - Lev. 23:14
199. Não comer grãos maduros de grãos novos antes do Omer - Lev. 23:14
200. Não comer o fruto de uma árvore durante seus primeiros três anos - Lv. 19:23
201. Não comer sementes diversas plantadas em um vinhedo - Deut. 22: 9
202. Não comer frutas sem dízimo - Lv. 22:15
203. Não beber vinho derramado em serviço aos ídolos - Deut. 32:38
204. Para abater um animal ritualmente antes de comê-lo - Deut. 12:21
205. Não abater um animal e seus filhotes no mesmo dia - Lev. 22:28
206. Para cobrir o sangue (de uma besta ou ave abatida) com terra - Lv. 17:13
207. Mandar embora a mãe pássaro antes de levar seus filhos - Deut. 22: 6
208. Para libertar a mãe pássaro se ela for tirada do ninho - Deut. 22: 7
209. Não jurar falsamente em nome de Deus - Lv. 19:12
210. Não tomar o nome de Deus em vão - Padrão: Ex. 20: 7; Iemenita: Ex. 20: 6
211. Para não negar a posse de algo confiado a você - Lv. 19:11
212. Para não jurar em negação de uma reivindicação monetária - Lev. 19:11
213. Para jurar em nome de Deus para confirmar a verdade quando considerado necessário pelo tribunal - Deut. 10h20
214. Para cumprir o que foi dito e fazer o que foi declarado - Deut. 23:24
215. Para não quebrar juramentos ou votos - Num. 30: 3
216. Para juramentos e votos anulados, existem as leis de anulação de votos explícitas na Torá - Num. 30: 3
217. O nazireu (pessoa consagrada) deve deixar seu cabelo crescer - Num. 6: 5
218. O nazireu não deve cortar o cabelo - Num. 6: 5
219. O nazireu não deve beber vinho, misturas de vinho ou vinagre de vinho - Num. 6: 3
220. O nazireu não deve comer uvas frescas - Num. 6: 3
221. O nazireu não deve comer passas - Num. 6: 3
222. O nazireu não deve comer sementes de uva - Num. 6: 4
223. O nazireu não deve comer cascas de uva - Num. 6: 4
224. O nazireu não deve estar sob o mesmo teto que um cadáver - Num. 6: 6
225. O nazireu não deve entrar em contato com os mortos - Num. 6: 7
226. O nazireu deve raspar a cabeça após trazer sacrifícios após a conclusão de seu período de nazireato - Núm. 6: 9
227. Para estimar o valor das pessoas conforme determinado pela Torá —Lev. 27: 2
228. Para estimar o valor dos animais consagrados - Lev. 27: 12-13
229. Para estimar o valor das casas consagradas - Lev. 27:14
230. Para estimar o valor dos campos consagrados - Lev. 27:16
231. Executar as leis de interdição de posses (cherem) - Lv. 27:28
232. Para não vender o cherem - Lev. 27:28
233. Para não resgatar o cherem - Lev. 27:28
234. Não plantar sementes diversas juntas - Lev. 19:19
235. Não plantar grãos ou verduras em uma vinha - Deut. 22: 9
236. Não cruzar animais de espécies diferentes - Lev. 19:19
237. Não trabalhar com animais de espécies diferentes juntos - Deut. 22:10
238. Não usar shaatnez, um pano tecido de lã e linho - Deut. 22:11
239. Para deixar um canto do campo sem cortes para os pobres - Lev. 19:10
240. Para não colher esse canto - Lev. 19: 9
241. Para deixar respigas - Lev. 19: 9
242. Para não recolher as respigas - Lev. 19: 9
243. Para deixar os cachos de uvas sem forma - Lev. 19:10
244. Para não colher os cachos informes de uvas - Lev. 19:10
245. Para deixar as respigas de uma vinha - Lev. 19:10
246. Não recolher as respigas de uma vinha - Lev. 19:10
247. Deixar os feixes esquecidos no campo - Deut. 24:19
248. Para não recuperá-los - Deut. 24:19
249. Para separar o "dízimo dos pobres" - Deut. 14:28
250. Para fazer justiça social (Tzedaká) - Deut. 15: 8
251. Não negar caridade aos pobres - Deut. 15: 7
252. Para anular Terumah (oferta alçada) Gedolah (presente para o Kohen) - Deut. 18: 4
253. O levita deve separar um décimo de seu dízimo - Num. 18:26
254. Não prefaciar um dízimo para o próximo, mas separá-los em sua ordem apropriada - Ex. 22:28
255. Um não-Kohen não deve comer Terumah - Lev. 22:10
256. Um trabalhador contratado ou um fiador judeu de um Kohen não deve comer Terumah- Lev. 22:10
257. Um Kohen incircunciso não deve comer Terumah - Ex. 12:48
258. Um Kohen impuro não deve comer Terumah - Lev. 22: 4
259. Um chalalah (parte de #s 169-172 acima) não deve comer Terumah - Lev. 22:12
260. Reservar Ma'aser (dízimo) a cada ano de plantio e dá-lo a um Levita - Num. 18:24
261. Para reservar o segundo dízimo (Ma'aser Sheni) - Deut. 14:22
262. Não gastar o dinheiro do resgate em nada além de comida, bebida ou unguento - Deut. 26:14
263. Não comer Ma'aser Sheni enquanto impuro - Deut. 26:14
264. Um enlutado no primeiro dia após a morte não deve comer Ma'aser Sheni-Deut. 26:14
265. Não comer grãos do Ma'aser Sheni fora de Jerusalém - Deut. 12:17
266. Não comer produtos do vinho do Ma'aser Sheni fora de Jerusalém - Deut. 12:17
267. Não comer óleo do Ma'aser Sheni fora de Jerusalém - Deut. 12:17
268. As safras do quarto ano devem ser totalmente para fins sagrados, como Ma'aser Sheni-Lev. 19:24
269. Para ler a confissão dos dízimos a cada quarto e sétimo ano - Deut. 26:13
270. Deixar de lado os primeiros frutos e levá-los ao Templo - Ex. 23:19
271. Os Kohanim (sacerdotes) não devem comer as primeiras frutas fora de Jerusalém - Deut. 12:17
272. Para ler a porção da Torá relativa à sua apresentação - Deut. 26: 5
273. Reservar uma porção de massa para um Kohen - Num. 15:20
274. Para dar a perna dianteira, duas bochechas e o abomaso de animais abatidos a um Kohen - Deut. 18: 3
275. Para dar a primeira tosquia de ovelhas a um Kohen - Deut. 18: 4
276. Para resgatar os filhos primogênitos e dar o dinheiro a um Kohen (Pidyon haben) - Num. 18:15
277. Para resgatar o asno primogênito dando um cordeiro a um Kohen - Ex. 13:13
278. Quebrar o pescoço do asno se o dono não tiver intenção de resgatá-lo - Ex. 13:13
279. Para descansar a terra durante o sétimo ano (Shmita), sem fazer nenhum trabalho que promova o crescimento - Ex. 34:21
280. Não trabalhar a terra durante o sétimo ano - Lev. 25: 4
281. Não trabalhar com árvores para produzir frutos naquele ano - Lev. 25: 4
282. Não colher safras que cresceram selvagens naquele ano da maneira normal - Lev. 25: 5
283. Não colher uvas que cresceram selvagens naquele ano da maneira normal - Lev. 25: 5
284. Deixar de graça todos os produtos que cresceram naquele ano - Ex. 23:11
285. Liberar todos os empréstimos durante o sétimo ano - Deut. 15: 2
286. Não pressionar ou reclamar do devedor - Deut. 15: 2
287. Não se abster de emprestar imediatamente antes da liberação dos empréstimos por medo de perda monetária - Deut. 15: 9
288. O Sinédrio deve contar sete grupos de sete anos - Lv. 25: 8
289. O Sinédrio deve santificar o quinquagésimo ano - Lev. 25:10
290. Para tocar o Shofar no décimo dia de Tishrei para libertar os escravos - Lev. 25: 9
291. Não trabalhar o solo durante o quinquagésimo ano (Jubileu) - Lv. 25:11
292. Não colher da maneira normal o que cresce selvagem no quinquagésimo ano - Lev. 25:11
293. Não colher uvas que cresceram selvagens da maneira normal no quinquagésimo ano - Lev. 25:11
294. Cumprir as leis de propriedades familiares vendidas - Lev. 25:24
295. Não vender a terra em Israel indefinidamente - Lv. 25:23
296. Cumpra as leis das casas em cidades muradas - Lev. 25:29
297. A tribo de Levi não deve receber uma porção da terra em Israel, mas sim cidades para habitar - Deut. 18: 1
298. Os levitas não devem participar dos despojos de guerra - Deut. 18: 1
299. Para dar aos levitas cidades para habitarem e seus campos circundantes - Num. 35: 2
300. Não vender os campos, mas eles permanecerão os levitas antes e depois do ano do jubileu - Lv. 25:34
301. Para construir um Templo - Ex. 25: 8
302. Não construir altar com pedras talhadas em metal - Padrão: Ex. 20:24; Iemenita: Ex. 20:23
303. Não subir degraus até o altar - Padrão: Ex. 20:27; Iemenita: Ex. 20:26
304. Para mostrar reverência ao Templo - Lev. 19:30
305. Para guardar a área do templo - Num. 18: 2
306. Para não deixar o Templo desprotegido - Num. 18: 5
307. Para preparar o óleo da unção - Êx. 30:31
308. Não reproduzir a fórmula do óleo da unção - Êx. 30:32
309. Não ungir com o óleo da unção - Êx. 30:32
310. Não reproduzir a fórmula do incenso - Ex. 30:37
311. Não queimar nada no Altar Dourado além de incenso - Ex. 30: 9
312. Os levitas devem transportar a Arca em seus ombros - Num. 7: 9
313. Não retirar os apoios da arca - Ex. 25:15
314. Os levitas devem trabalhar no templo - Num. 18: 23
315. Nenhum levita deve fazer o trabalho de um Kohen ou de outro levita - Num. 18: 3
316. Para dedicar o Kohen ao serviço - Lev. 21: 8
317. O trabalho dos turnos dos Kohanim deve ser igual durante os feriados - Deut. 18: 6-8
318. Os Kohanim devem usar suas vestes sacerdotais durante o serviço - Ex. 28: 2
319. Para não rasgar as vestes sacerdotais - Ex. 28:32
320. A couraça do Kohen Gadol (Sumo Sacerdote) não deve ser solta do Efod - Ex. 28:28
321. Um Kohen não deve entrar no Templo embriagado - Lev. 10: 9
322. Um Kohen não deve entrar no Templo com a cabeça descoberta - Lev. 10: 6
323. Um Kohen não deve entrar no Templo com roupas rasgadas - Lev. 10: 6
324. Um Kohen não deve entrar no Templo indiscriminadamente - Lev. 16: 2
325. Um Kohen não deve deixar o Templo durante o serviço - Lev. 10: 7
326. Para enviar o impuro do Templo - Num. 5: 2
327. Pessoas impuras não devem entrar no Templo - Num. 5: 3
328. Pessoas impuras não devem entrar na área do Monte do Templo - Deut. 23:11
329. Os Kohanim impuros não devem prestar serviço no templo - Lev. 22: 2
330. Um Kohen impuro, após a imersão, deve esperar até o pôr do sol antes de retornar ao serviço - Lev. 22: 7
331. Um Kohen deve lavar as mãos e os pés antes do serviço - Ex. 30:19
332. Um Kohen com defeito físico não deve entrar no santuário ou se aproximar do altar - Lev. 21:23
333. Um Kohen com defeito físico não deve servir - Lev. 21:17
334. Um Kohen com um defeito temporário não deve servir - Lev. 21:17
335. Aquele que não é um Kohen não deve servir - Num. 18: 4
336. Para oferecer apenas animais sem mácula - Lev. 22:21
337. Não dedicar um animal maculado para o altar - Lv. 22:20
338. Para não abatê-lo - Lev. 22:22
339. Para não borrifar seu sangue - Lev. 22:24
340. Para não queimar sua gordura - Lev. 22:22
341. Para não oferecer um animal temporariamente maculado - Deut. 17: 1
342. Não sacrificar animais manchados, mesmo que oferecidos por estrangeiros (gentios) - Lv. 22:25
343. Não infligir feridas a animais dedicados - Lv. 22:21
344. Para resgatar animais dedicados que foram desqualificados - Deut. 12?15
345. Para oferecer apenas animais com pelo menos oito dias de idade - Lev. 22:27
346. Não oferecer animais comprados com o salário de uma meretriz ou o animal trocado por um cachorro. Alguns interpretam "troca por um cachorro" como se referindo ao salário de um prostituto. [20] [21] - Deut. 23:19
347. Não queimar mel ou fermento no altar - Lv. 2:11
348. Para salgar todos os sacrifícios - Lev. 2:13
349. Não omitir o sal dos sacrifícios - Lv. 2:13
350. Realize o procedimento da oferta queimada conforme prescrito na Torá - Lev. 1: 3
351. Não comer sua carne - Deut. 12:17
352. Execute o procedimento da oferta pelo pecado - Lv. 6:18
353. Não comer a carne da oferta pelo pecado interior - Lv. 6:23
354. Para não decapitar uma ave trazida como oferta pelo pecado - Lv. 5: 8
355. Realize o procedimento da oferta pela culpa - Lv. 7: 1
356. Os Kohanim devem comer a carne do sacrifício no Templo - Ex. 29:33
357. Os Kohanim não devem comer a carne fora do pátio do Templo - Deut. 12:17
358. Um não-Kohen não deve comer carne de sacrifício - Ex. 29:33
359. Para seguir o procedimento da oferta de paz - Lev. 7:11
360. Não comer a carne de pequenos sacrifícios antes de aspergir o sangue - Deut. 12:17
361. Para trazer ofertas de refeições conforme prescrito na Torá - Lev. 2: 1
362. Não colocar óleo nas ofertas de cereais dos malfeitores - Lv. 5:11
363. Para não colocar olíbano nas ofertas de farinha dos malfeitores - Lev. 3:11
364. Não comer a oferta de manjares do Sumo Sacerdote - Lev. 6:16
365. Não assar uma oferta de farinha como pão fermentado - Lev. 6:10
366. Os Kohanim devem comer os restos das ofertas de refeição - Lev. 6: 9
367. Para trazer todas as ofertas declaradas e voluntárias ao Templo no primeiro festival subsequente - Deut. 12: 5-6
368. Não reter o pagamento incorrido por qualquer voto - Deut. 23:22
369. Para oferecer todos os sacrifícios no Templo - Deut. 12:11
370. Para trazer todos os sacrifícios de fora de Israel para o Templo - Deut. 12:26
371. Não matar os sacrificios fora do pátio - Lev. 17: 4
372. Não oferecer sacrifícios fora do patio - Deut. 12:13
373. Oferecer dois cordeiros todos os dias - Num. 28: 3
374. Acender uma fogueira no altar todos os dias - Lev. 6: 6
375. Não extinguir este fogo - Lev. 6: 6
376. Remover as cinzas do altar todos os dias - Lv. 6: 3
377. Queimar incenso todos os dias - Ex. 30: 7
378. Acender a Menorá todos os dias - Ex. 27:21
379. O Kohen Gadol deve trazer uma oferta de refeição todos os dias - Lev. 6:13
380. Trazer dois cordeiros adicionais como ofertas queimadas no Shabat - Num. 28: 9
381. Porás o pão da proposição perante a Deus perpetuamente. - Ex. 25:30
382. Trazer ofertas adicionais em Rosh Chodesh ("O Novo Mês") - Num. 28:11
383. Para trazer ofertas adicionais na Páscoa - Num. 28:19
384. Para oferecer a oferta movida da farinha do trigo novo - Lev. 23:10
385. Cada homem deve contar o Omer - sete semanas a partir do dia em que a nova oferta de trigo foi trazida - Lev. 23:15
386. Trazer ofertas adicionais em Shavuot - Num. 28:26
387. Trazer dois pães para acompanhar o acima- Lev. 23:17
388. Trazer ofertas adicionais em Rosh Hashana - Num. 29: 2
389. Trazer ofertas adicionais no Yom Kippur - Num. 29: 8
390. Trazer ofertas adicionais em Sucot - Num. 29:13
391. Trazer ofertas adicionais em Shemini Atzeret - Num. 29:35
392. Não comer sacrifícios que se tornaram impróprios ou manchados - Deut. 14: 3
393. Não comer em sacrifícios oferecidos com intenções impróprias - Lv. 7:18
394. Não deixar sacrifícios além do tempo permitido para comê-los - Lv. 22:30
395. Não comer do que sobrou - Lev. 19: 8
396. Não comer de sacrifícios que se tornaram impuros - Lv. 7:19
397. Uma pessoa impura não deve comer em sacrifícios - Lv. 7:20
398. Queimar os sacrifícios restantes - Lev. 7:17
399. Queimar todos os sacrifícios impuros - Lv. 7:19
400. Seguir o procedimento de Yom Kippur na seqüência prescrita na Parashá Acharei Mot ("Após a morte dos filhos de Aarão...") - Lv. 16: 3
401. Aquele que profanou propriedade deve pagar o que profanou mais um quinto e trazer um sacrifício - Lv. 5:16
402. Não trabalhar animais consagrados - Deut. 15:19
403. Não tosar a lã de animais consagrados - Deut. 15:19
404. Abater o sacrifício pascal na hora especificada - Êx. 12: 6
405. Não abatê-lo com o fermento - Ex. 23:18
406. Não deixar a gordura durante a noite - Ex. 23:18
407. Abater o segundo Cordeiro Pascal - Num. 9:11
408. Comer o Cordeiro Pascal com matzá e marror na noite do dia 14 de Nissan - Ex. 12: 8
409. Comer o segundo Cordeiro Pascal na noite do dia 15 de Iyar - Num. 9:11
410. Não comer a carne pascal crua ou cozida - Ex. 12: 9
411. Não retirar a carne pascal dos confins do grupo - Ex. 12:46
412. Um apóstata não deve comer dele - Ex. 12:43
413. Um trabalhador contratado permanente ou temporário não deve comer dele - Ex. 12:45
414. Um homem incircunciso não deve comer dela - Ex. 12:48
415. Não quebrar nenhum osso com a oferta pascal - Êx. 12:46 Sl. 34:20
416. Não quebrar nenhum osso da segunda oferta pascal - Num. 9:12
417. Não deixar nenhuma carne da oferta pascal até de manhã - Êx. 12:10
418. Não deixar a segunda carne pascal até de manhã - Num. 9:12
419. Não deixar a carne da oferta festiva do dia 14 para o dia 16 - Deut. 16: 4
420. Ser visto no Templo na Páscoa, Shavuot e Sucot - Deut. 16:16
421. Para comemorar nestes três festivais (trazer uma oferta de paz) - Ex. 23:14
422. Para se alegrar com esses três festivais (traga uma oferta de paz) - Deut. 16:14
423. Não aparecer no Templo sem oferendas - Deut. 16:16
424. Não se abster de se alegrar e dar presentes aos levitas - Deut. 12:19
425. Para reunir todas as pessoas no Sucot após o sétimo ano - Deut. 31:12
426. Deixar de lado os animais primogênitos - Êx. 13:12
427. Os Kohanim não devem comer animais primogênitos sem mácula fora de Jerusalém - Deut. 12:17
428. Não resgatar o primogênito - Num. 18:17
429. Separe o dízimo dos animais - Lev. 27:32
430. Não resgatar o dízimo - Lev. 27:33
431. Cada pessoa deve trazer uma oferta pelo pecado (no templo) por sua transgressão - Lv. 4:27
432. Traga um asham talui (oferta do templo) quando tiver dúvidas quanto à culpa - Lv 5: 17-18
433. Traga um asham vadai (oferenda do templo) quando a culpa for verificada - Lv. 5:25
434. Traga um oleh v'yored (oferta do templo) (se a pessoa for rica, um animal; se for pobre, um pássaro ou uma oferta de farinha) - Lev. 5: 7-11
435. O Sinédrio deve trazer uma oferta (no Templo) quando governa erroneamente - Lv. 4:13
436. Uma mulher que teve um problema de funcionamento (vaginal) deve trazer uma oferta (no Templo) depois de ir para o Mikvá - Lev. 15: 28-29
437. Uma mulher que deu à luz deve trazer uma oferta (no Templo) depois de ir para o Mikvá - Lev. 12: 6
438. Um homem que teve um problema de funcionamento (urinário não natural) deve trazer uma oferta (no Templo) após ir para o Mikvá - Lev. 15: 13-14
439. Um metzora (aquele que tem uma doença de pele) deve trazer uma oferenda (no Templo) após ir para o Mikvá - Lev. 14:10
440. Não substituir outro animal por um separado para o sacrifício - Lv. 27:10
441. O novo animal, além do substituído, mantém a consagração - Lv. 27:10
442. Não mudar os animais consagrados de um tipo de oferta para outro - Lv. 27:26
443. Executar as leis de impureza dos mortos - Num. 19:14
444. Realizar o procedimento da Novilha Vermelha (Para Aduma) - Num. 19: 2
445. Cumprir as leis da aspersão da água - Num. 19:21
446. Governe as leis do tzara'at humano conforme prescrito na Torá - Lev. 13:12
447. O metzora não deve remover seus sinais de impureza - Deut. 24: 8
448. O metzora não deve raspar sinais de impureza em seu cabelo - Lev. 13:33
449. O metzora deve divulgar sua condição rasgando suas roupas, permitindo que seu cabelo cresça e cobrindo seus lábios - Lev. 13:45
450. Siga as regras prescritas para purificar o metzora - Lev. 14: 2
451. O metzora deve raspar todo o cabelo antes da purificação - Lev. 14: 9
452. Cumprir as leis da tzara'at das roupas - Lev. 13: 47
453. Cumprir as leis de tzara'at das casas - Lev. 13:34
454. Observe as leis da impureza menstrual (Nidá) - Lv. 15:19
455. Observe as leis de impureza causadas pelo parto - Lv. 12: 2
456. Observe as leis de impureza causadas pelo atraso ou adiamento do ciclo mestrual de uma mulher - Lv. 15:25
457. Observe as leis de impureza causadas por problemas de funcionamento do homem (ejaculação irregular de sêmen infectado) - Lev. 15: 3
458. Observe as leis de impureza causadas por um animal morto - Lv. 11:39
459. Observe as leis de impureza causadas pelos oito shratzim (insetos) - Lev. 11:29
460. Observe as leis de impureza de uma emissão seminal (ejaculação regular, com sêmen normal) - Lev. 15:16
461. Observe as leis de impureza relativas a alimentos líquidos e sólidos - Lv. 11:34
462. Cada pessoa impura deve mergulhar em um Mikvá para se tornar pura - Lev. 15:16
463. O tribunal deve julgar os danos sofridos por um boi que chifra - Ex. 21:28
464. O tribunal deve julgar os danos causados pela ingestão de um animal - Ex. 22: 4
465. O tribunal deve julgar os danos causados por uma fossa - Ex. 21:33
466. O tribunal deve julgar os danos causados pelo incêndio - Ex. 22: 5
467. Não roubar dinheiro furtivamente - Lev. 19:11
468. O tribunal deve implementar medidas punitivas contra o ladrão - Ex. 21:37
469. Cada indivíduo deve garantir que suas balanças e pesos sejam precisos - Lev. 19:36
470. Não cometer injustiça com balanças e pesos - Lv. 19:35
471. Não possuir balanças e pesos imprecisos, mesmo que não sejam para uso - Deut. 25:13
472. Não mover um marco de fronteira para roubar a propriedade de alguém - Deut. 19:14
473. Não sequestrar - Padrão: Ex. 20:14; Iemenita: Ex. 20:13
474. Não roubar abertamente - Lev. 19:13
475. Não reter salários ou deixar de pagar uma dívida - Lv. 19:13
476. Não cobiçar e tramar para adquirir a posse de outrem - Padrão: Ex. 20:15; Iemenita: Ex. 20:14
477. Não desejar a posse de outrem - Padrão: Deut. 5:19; Iemenita: Deut. 5:18
478. Retorne o objeto roubado ou seu valor - Lev. 5:23
479. Para não ignorar um objeto perdido - Deut. 22: 3
480. Devolva o objeto perdido - Deut. 22: 1
481. O tribunal deve implementar leis contra aquele que agride outro ou danifica a propriedade de outro - Ex. 21:18
482. Não matar outro ser humano - Padrão: Ex. 20:13; Iemenita: Ex. 20:12
483. Não aceitar restituição monetária para expiar o assassino - Num. 35:31
484. O tribunal deve enviar o assassino acidental para uma cidade de refúgio - Num. 35:25
485. Não aceitar restituição monetária em vez de ser enviado para uma cidade de refúgio - Num. 35:32
486. Não matar o assassino antes que ele seja julgado - Num. 35:12
487. Salve alguém que está sendo perseguido mesmo tirando a vida do perseguidor - Deut. 25:12
488. Para não ter pena do perseguidor - Num. 35:12
489. Não ficar de braços cruzados se a vida de alguém estiver em perigo - Lev. 19:16
490. Designar cidades de refúgio e preparar rotas de acesso - Deut. 19: 3
491. Quebrar o pescoço de um bezerro no vale do rio após um assassinato não resolvido - Deut. 21: 4
492. Não trabalhar nem plantar aquele vale de rio - Deut. 21: 4
493. Para não permitir que armadilhas e obstáculos permaneçam em sua propriedade - Deut. 22: 8
494. Faça uma grade de proteção ao redor de telhados planos - Deut. 22: 8
495. Não pôr pedra de tropeço na frente de um cego (nem dar conselhos prejudiciais) - Lv. 19:14
496. Ajude outro a remover a carga de um animal que não pode mais carregá-la - Ex. 23: 5
497. Ajude outros a carregarem seus animais - Deut. 22: 4
498. Para não deixar os outros perturbados com seus fardos (mas para ajudar a carregar ou descarregar) - Deut. 22: 4
499. Realizar vendas de acordo com a lei da Torá - Lev. 25:14
500. Não cobrar a mais ou a menos por um artigo - Lev. 25:14
501. Não insultar ou prejudicar ninguém com palavras - Lev. 25:17
502. Não enganar um imigrante monetariamente - Ex. 22:20
503. Para não insultar ou prejudicar um imigrante com palavras - Ex. 22:20
504. Compre um escravo hebreu de acordo com as leis prescritas - Ex. 21: 2
505. Não vendê-lo como um escravo é vendido - Lev. 25:42
506. Para não trabalhar opressivamente - Lev. 25:43
507. Não permitir que um não-judeu trabalhe opressivamente - Lv. 25:53
508. Não deixá-lo fazer trabalho escravo servil - Lev. 25:39
509. Dê-lhe presentes quando ele ficar livre - Deut. 15:14
510. Não mandá-lo embora de mãos vazias - Deut. 15:13
511. Resgatar servas judias - Ex. 21: 8
512. Noivo da serva judia - Ex. 21: 8
513. O mestre não deve vender sua serva - Ex. 21: 8
514. Os escravos cananeus devem trabalhar para sempre, a menos que feridos em um de seus membros - Lv. 25:46
515. Não extraditar um escravo que fugiu para Israel - Deut. 23:16
516. Não ofender um escravo que veio a Israel em busca de refúgio - Deut. 23:16
517. Os tribunais devem cumprir as leis de trabalhador contratado e guarda contratado - Ex. 22: 9
518. Pague os salários no dia em que foram ganhos - Deut. 24:15
519. Não atrasar o pagamento dos salários após o prazo acordado - Lev. 19:13
520. O trabalhador contratado pode comer da safra não colhida onde trabalha - Deut. 23:25
521. O trabalhador não deve comer durante o horário contratado - Deut. 23:26
522. O trabalhador não deve comer mais do que pode comer - Deut. 23:25
523. Não amordaçar um boi enquanto ara - Deut. 25: 4
524. Os tribunais devem cumprir as leis de um devedor - Ex. 22:13
525. Os tribunais devem cumprir as leis de um guarda não remunerado - Ex. 22: 6
526. Emprestar aos pobres e destituídos - Ex. 22:24
527. Não pressioná-los para pagamento se você souber que eles não o têm - Ex. 22:24
528. Pressione o idólatra para pagamento - Deut. 15: 3
529. O credor não deve aceitar garantias à força - Deut. 24:10
530. Devolva a garantia ao devedor quando necessário - Deut. 24:13
531. Para não atrasar seu retorno quando necessário - Deut. 24:12
532. Não exigir garantias de uma viúva - Deut. 24:17
533. Não exigir como garantias os utensílios necessários ao preparo dos alimentos - Deut. 24: 6
534. Não emprestar com juros - Lev. 25:37
535. Não pedir emprestado com juros - Deut. 23:20
536. Não intermediar empréstimo com juros, garantias, testemunhos ou emissão de nota promissória - Ex. 22:24
537. Empreste e peça emprestado de idólatras com juros - Deut. 23:21
538. Os tribunais devem cumprir as leis do demandante, admitidor ou negador - Ex. 22: 8
539. Cumprir as leis da ordem de herança - Num. 27: 8
540. Nomear juízes - Deut. 16:18
541. Não nomear juízes que não conheçam o processo judicial - Deut. 1:17
542. Decidir por maioria em caso de desacordo - Ex. 23: 2
543. O tribunal não deve executar por maioria de um; pelo menos a maioria de dois é necessária - Ex. 23: 2
544. O juiz que apresentou fundamento de absolvição não deve apresentar argumento para condenação em casos de pena capital - Ex. 23: 2
545. Os tribunais devem cumprir a pena de morte por apedrejamento - Deut. 22:24
546. Os tribunais devem cumprir a pena de morte na fogueira - Lv. 20:14
547. Os tribunais devem cumprir a pena de morte pela espada - Ex. 21:20
548. Os tribunais devem cumprir a pena de morte por estrangulamento - Lv. 20:10
549. Os tribunais devem enforcar os apedrejados por blasfêmia ou idolatria - Deut. 21:22
550. Enterre os executados no dia em que são mortos - Deut. 21:23
551. Não atrasar o enterro durante a noite - Deut. 21:23
552. O tribunal não deve deixar o feiticeiro viver - Ex. 22:17
553. O tribunal deve dar chicotadas ao transgressor - Deut. 25: 2
554. O tribunal não deve exceder o número prescrito de chibatadas - Deut. 25: 3
555. O tribunal não deve matar ninguém com base em evidências circunstanciais - Ex. 23: 7
556. O tribunal não deve punir ninguém que foi forçado a cometer um crime - Deut. 22:26
557. Um juiz não deve ter pena do assassino ou agressor no julgamento - Deut. 19:13
558. Um juiz não deve ter misericórdia do pobre homem no julgamento - Lev. 19:15
559. Um juiz não deve respeitar o grande homem no julgamento - Lev. 19:15
560. O juiz não deve decidir injustamente a causa do transgressor habitual - Ex. 23: 6
561. Um juiz não deve perverter a justiça - Lev. 19:15
562. Um juiz não deve perverter um caso envolvendo um imigrante ou órfão - Deut. 24:17
563. Julgue com justiça - Lev. 19:15
564. O juiz não deve temer um homem violento no julgamento - Deut. 1:17
565. Os juízes não devem aceitar subornos - Ex. 23: 8
566. Os juízes não devem aceitar o testemunho a menos que ambas as partes estejam presentes - Ex. 23: 1
567. Não amaldiçoar os juízes - Ex. 22:27
568. Não amaldiçoar o chefe de estado ou líder do Sinédrio - Ex. 22:27
569. Não amaldiçoar nenhum israelita honesto - Lev. 19:14
570. Qualquer pessoa que conheça as evidências deve testemunhar no tribunal - Lev. 5: 1
571. Interrogue cuidadosamente a testemunha - Deut. 13:15
572. Uma testemunha não deve servir como juiz em crimes capitais - Deut. 19:17
573. Não aceitar o testemunho de uma única testemunha - Deut. 19:15
574. Os transgressores não devem testemunhar - Ex. 23: 1
575. Os parentes dos litigantes não devem testemunhar - Deut. 24:16
576. Não testemunhar falsamente - Padrão: Ex. 20:14; Iemenita: Ex. 20:13
577. Punir as falsas testemunhas enquanto tentavam punir o réu - Deut. 19:19
578. Aja de acordo com a decisão do Sinédrio - Deut. 17:11
579. Não se desviar da palavra do Sinédrio - Deut. 17:11
580. Para não adicionar aos mandamentos da Torá ou suas explicações orais - Deut. 13: 1
581. Para não diminuir da Torá quaisquer mandamentos, no todo ou em parte - Deut. 13: 1
582. Para não amaldiçoar seu pai e sua mãe - Ex. 21:17
583. Para não bater em seu pai e sua mãe - Ex. 21:15
584. Respeite seu pai ou mãe - Padrão: Ex. 20:13; Iemenita: Ex. 20:12
585. Tema sua mãe ou pai - Lev. 19: 3
586. Não seja um filho rebelde - Deut. 21:18
587. Fique em luto por seus parentes - Lev. 10:19
588. O Sumo Sacerdote não deve se contaminar por nenhum parente - Lv. 21:11
589. O Sumo Sacerdote não deve entrar sob o mesmo teto que um cadáver - Lv. 21:11
590. Um Kohen não deve se contaminar (indo a funerais ou cemitérios) para ninguém, exceto parentes - Lev. 21: 1
591. Nomear/Eleger um rei para Israel - Deut. 17:15
592. Não nomear um estrangeiro para ser rei de Israel - Deut. 17:15
593. O rei não deve ter muitas esposas - Deut. 17:17
594. O rei não deve ter muitos cavalos - Deut. 17:16
595. O rei não deve ter muita prata e ouro - Deut. 17:17
596. Destrua as sete nações cananéias - Deut. 20:17
597. Para não deixar nenhum deles permanecer vivo - Deut. 20:16
598. Apague a memória de Amaleque - Deut. 25:19
599. Lembre-se do que Amaleque fez ao povo israelita - Deut. 25:17
600. Nunca esquecer as atrocidades e emboscadas de Amaleque em nossa jornada do Egito no deserto - Deut. 25:19
601. Não residir permanentemente no Egito - Deut. 17:16
602. Ofereça termos de paz aos habitantes de uma cidade durante o cerco e trate-os de acordo com a Torá se eles aceitarem os termos - Deut. 20:10
603. Não oferecer paz a Amom e Moabe enquanto os sitia - Deut. 23: 7
604. Não destruir as árvores frutiferas, mesmo durante o cerco - Deut. 20:19
605. Prepare as latrinas fora dos campos - Deut. 23:13
606. Prepare uma pá para cada soldado para cavar - Deut. 23:14
607. Nomeie um sacerdote para falar com os soldados durante a guerra - Deut. 20: 2
608. Aquele que se casou, construa uma nova casa ou plante uma vinha, receba um ano para se regozijar com suas posses - Deut. 24: 5
609. Não exigir dos acima mencionados qualquer envolvimento, comunal ou militar - Deut. 24: 5
610. Para não entrar em pânico e recuar durante a batalha - Deut. 20: 3
611. Guarde as leis da mulher cativa - Deut. 21:11
612. Não vendê-la como escrava - Deut. 21:14
613. Não retê-la para servidão após ter relações sexuais com ela - Deut. 21:14